# Shea Whigham
Shea Whigham (Tallahassee, 5 januari 1969), geboren als Franklin Shea Whigham jr., is een Amerikaans acteur.

## Biografie
Whigham werd geboren in Tallahassee, en op vijfjarige leeftijd verhuisde hij met zijn familie naar Lake Mary. Hij doorliep college aan de Tyler Junior College in Tyler (Texas) en studeerde daarna af in acteren aan de Staatsuniversiteit van New York in Westchester County. Na zijn afstuderen richtte hij samen met zijn studiegenoot Kirk Acevedo theatergezelschap op The Rorsach Group in New York waar hij voor drie jaar actief was als acteur en regisseur. 
Whigham begon in 1997 met acteren in de televisieserie Ghost Stories, waarna hij nog meerdere rollen speelde in televisieseries en films. Hij is vooral bekend van zijn rol als Elias Thompson in de televisieserie Boardwalk Empire waar hij in 56 afleveringen speelde (2010-2014). Met deze rol won hij in 2011 en 2012 samen met de cast de Screen Actors Guild Awards in de categorie Uitstekend optreden door een Cast in een Dramaserie. 

## Filmografie

### Films
Selectie:
- 2025: F1 - als Chip Hart
- 2025: Mission: Impossible – The Final Reckoning - als Jasper Briggs
- 2023: Mission: Impossible – Dead Reckoning Part One - als Jasper Briggs
- 2023: Spider-Man: Across the Spider-Verse - als Captain George Stacy (stem)
- 2022: The Gray Man - als vader van Six
- 2021: Fast & Furious 9 - als Stasiak
- 2019: Joker - als rechercheur Burke
- 2018: Vice - als Wayne Vincent
- 2018: Bad Times at the El Royale - als dr. Woodbury Laurence
- 2018: First Man - als Gus Grissom
- 2018: Sicario: Day of the Soldado - als Andy Wheeldon
- 2018: Beirut - als Gary Ruzak
- 2018: The Catcher Was a Spy - als Joe Cronin
- 2017: Death Note - als James Turner
- 2017: Kong: Skull Island - als Cole
- 2016: Star Trek: Beyond - als leider van de Teenaxi
- 2015: Knight of Cups - als Jim
- 2015: Cop Car - als man
- 2015: Lila & Eve - als Holliston
- 2014: Non-Stop – als agent Marenick
- 2013: The Wolf of Wall Street – als kapitein Ted Beecham
- 2013: American Hustle – als Carl Elway
- 2013: Fast & Furious 6 – als Stasiak
- 2012: Silver Linings Playbook – als Jake
- 2012: Savages – als Chad
- 2011: Catch .44 – als Billy
- 2011: The Lincoln Lawyer – als Corliss
- 2011: Take Shelter – als Dewart
- 2010: Machete – als sluipschutter
- 2009: Bad Lieutenant: Port of Call - New Orleans – als Justin
- 2009: Fast & Furious – als Stasiak
- 2009: The Killing Room – als Tony Mazzolla
- 2008: Splinter – als Dennis Farrell
- 2008: Pride and Glory – als Kenny Dugan
- 2006: Wristcutters: A Love Story – als Eugene
- 2005: Lords of Dogtown – als Drake Landon
- 2005: Man of the House – als Ranger Holt
- 2002: Bad Company – als agent Wells
- 2000: Tigerland – als soldaat Wilson

### Televisieseries
Uitgezonderd eenmalige gastrollen.
- 2025 American Primeval - als Jim Bridger - 6 afl.
- 2023 Lawmen: Bass Reeves - als George Reeves - 2 afl.
- 2023 The Righteous Gemstones - als Dusty Daniels - 2 afl.
- 2023 Waco: The Aftermath - als Mitch Decker - 5 afl.
- 2020-2023 Perry Mason - als Pete Strickland - 15 afl.
- 2022 Gaslit - als G. Gordon Liddy - 8 afl.
- 2021 The Playboy Interview - als John Wayne - 2 afl.
- 2019 Modern Love - als Peter - 2 afl.
- 2018 Homecoming - als Thomas Carrasco - 8 afl.
- 2018 Waco - als Mitch Decker - 6 afl.
- 2016-2017 Vice Principals - als Ray Liptrapp - 15 afl.
- 2017 Narcos - als agent Duffy - 2 afl.
- 2017 Fargo - als Moe Dammick - 5 afl.
- 2015 Agent Carter - als Roger Dooley - 7 afl.
- 2010-2014 Boardwalk Empire – als Elias Thompson – 49 afl.
- 2014 True Detective – als Joel Theriot – 2 afl.
- 2006 ER – als Bobby Kenyon – 3 afl.
- 2004 Medical Investigation – als Barrett Fidler – 2 afl.

- Biblioteca Nacional de España: XX1283330
- Bibliothèque nationale de France: cb166949292 (data)
- Catàleg d'autoritats de noms i títols de Catalunya: 981058513730906706
- Gemeinsame Normdatei: 1234427621
- International Standard Name Identifier: 0000 0000 4741 878X
- Library of Congress Control Number: no2007111050
- Nationale Bibliotheek van Israël: 987007446370605171
- Nederlandse Thesaurus van Auteursnamen: 407519963
- Système universitaire de documentation: 161493947
- Virtual International Authority File: 71179173
- WorldCat: E39PBJtCCJwkmbrwCVMQKTx4bd